# Allrussisches Forschungsinstitut für physikalisch-technische und radiotechnische Messungen

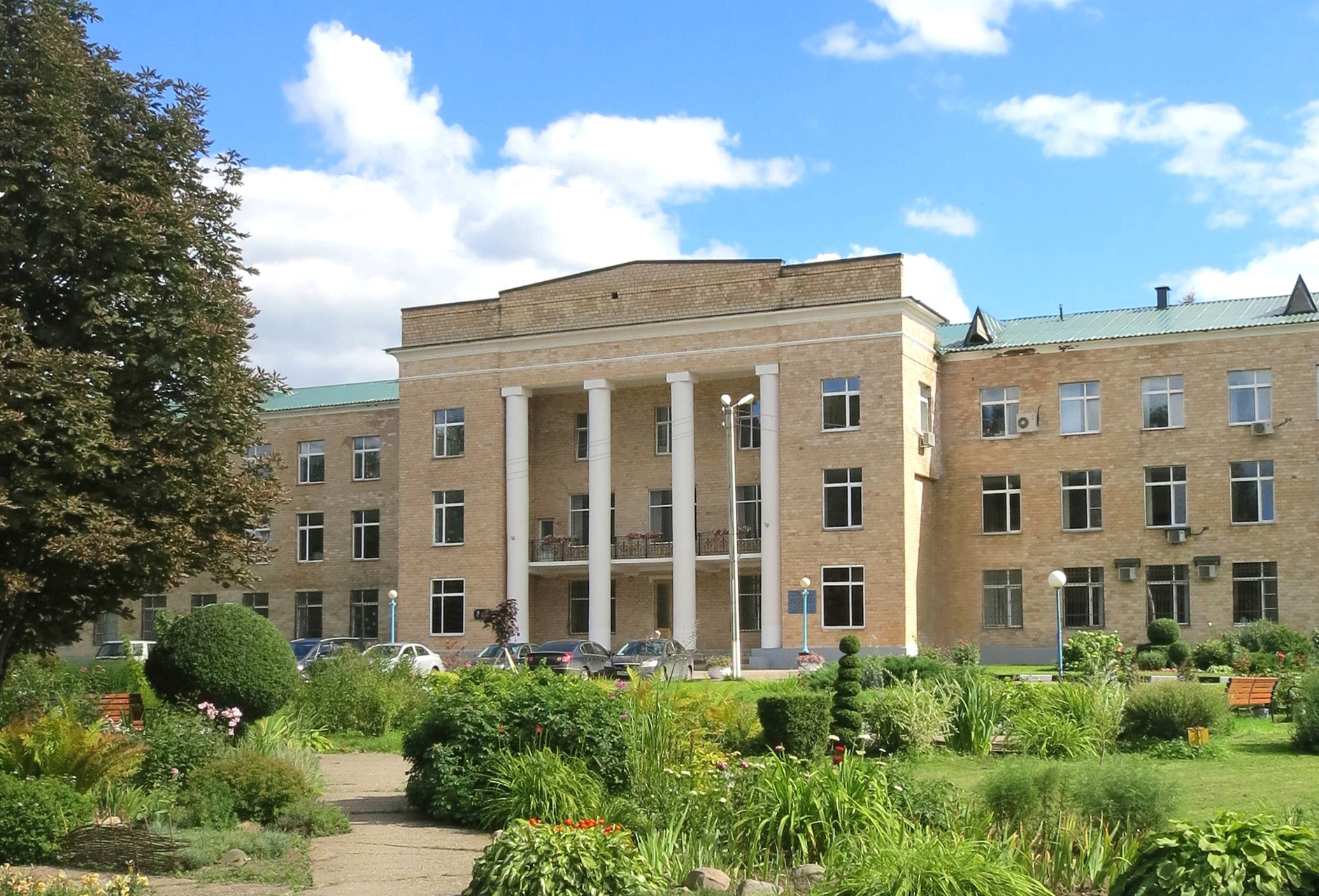
Hauptgebäude (2013)

Das FGUP Allrussisches Forschungsinstitut für physikalisch-technische und radiotechnische Messungen (russisch Всероссийский научно-исследовательский институт физико-технических и радиотехнических измерений, bekannt unter der englischen Abkürzung VNIIFTRI) ist ein russisches Metrologie-Institut.
Das Institut befindet sich in Mendelejewo (Moskau) und wurde 1955 gegründet. Es betreibt den nationalen Zeitdienst.